# Wet op het Statistiekrecht

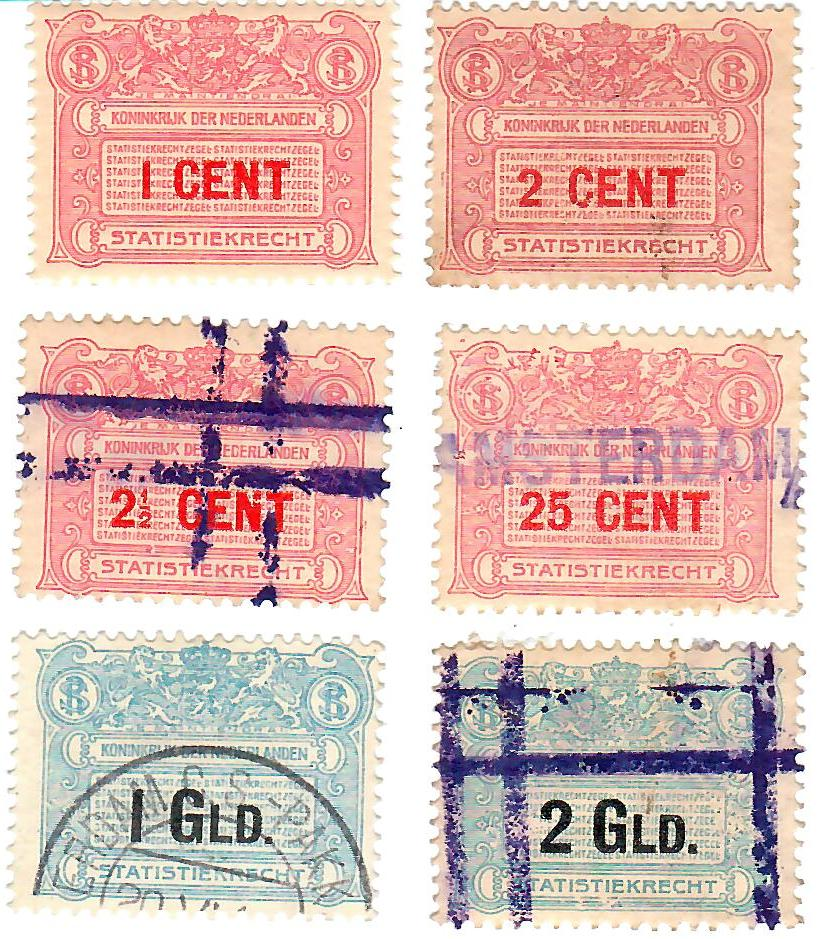
Verschillende zegelwaarden voor het voldoen van Statistiekrecht

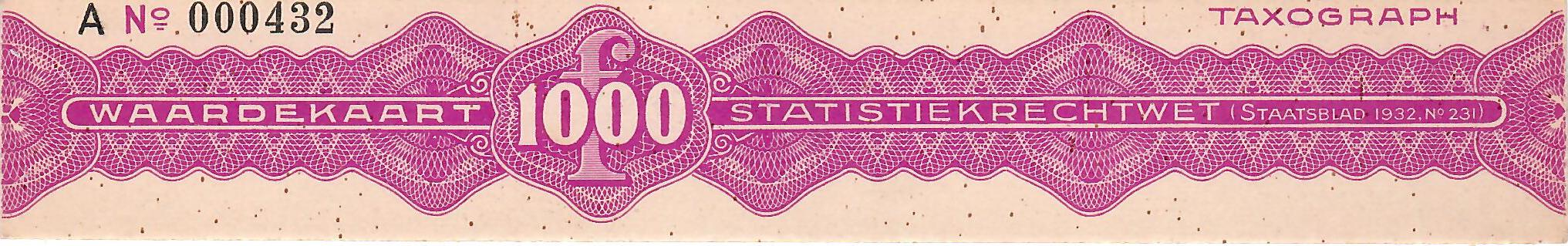
Waardekaart Statistiekrecht

De Wet op het Statistiekrecht van 14 december 1916, Stbl. no 530 (hierna te noemen: Statistiekrecht) was een Nederlandse belasting die ingevoerd werd per 1 februari 1917. Hij werd afgeschaft met ingang van 1 oktober 1950 en opgevolgd door de Statistiekwet 1950. Een van de meest in het oog springende verschillen tussen de Wet op het Statistiekrecht uit 1916 en de Statistiekwet 1950 was de zegeling die met ingang van de Statistiekwet 1950 werd afgeschaft.

## Doel
Volgens de memorie van toelichting op de Wet op het Statistiekrecht uit 1916 waren de doelen van de wet:
- het verkrijgen van zo juist mogelijke statistische gegevens
- het dekken van de kosten die aan de samenstelling van de statistiek waren verbonden;
- het verkrijgen van een bate voor de schatkist.

De opbrengst van het Statistiekrecht is nooit in een apart ‘statistiek-fonds’ gestort zoals bij bestemmingsheffingen, maar altijd bij de gewone middelen van de schatkist geteld. De opbrengst was gemiddeld genomen ongeveer 10 maal meer dan de kosten van de statistiek. Die opbrengst was bijvoorbeeld in 1939 ruim 2,5 miljoen gulden. In 1950, het jaar van afschaffing, was het opgelopen naar ongeveer 9 miljoen gulden. In vergelijking met de opbrengsten van andere belastingen uit dat jaar zoals de omzetbelasting (ruim 800 miljoen), de tabaksaccijns (ongeveer 225 miljoen) en de invoerrechten (ongeveer 320 miljoen) was het Statistiekrecht dus een heel klein middel.

## Heffingsgrondslag en tarief
Statistiekrecht werd geheven naar de waarde van ingevoerde goederen voor binnenlands verblijf en op uitgevoerde goederen (tenzij doorvoer). Er waren veel vrijstellingen.
Het tarief bedroeg 0,1% over de totale waarde. Was die waarde minder dan 100 gulden dan werd er afgerond naar boven voor elke 10 gulden, en was die waarde meer dan 100 gulden dan werd er afgerond naar boven voor elke 25 gulden. Als er dus bijvoorbeeld iets ter waarde van 19 gulden werd ingevoerd, dan was het tarief 2 cent (waarbij de heffingsgrondslag dus werd afgerond naar boven op 20 gulden). Had het een waarde van 151 gulden, dan was het tarief 10 x 1 cent en 3 x 2,5 cent (want de heffingsgrondslag werd afgerond naar boven op 175 gulden) is 17,5 cent.
Bij Wet van 27 juli 1931 (Stbl 325) werd nog bepaald dat met ingang van 1 augustus 1933 ook Statistiekrecht verschuldigd was over per post in- en uitgevoerde goederen. Het tarief daarvan bedroeg 4 cent per zending.

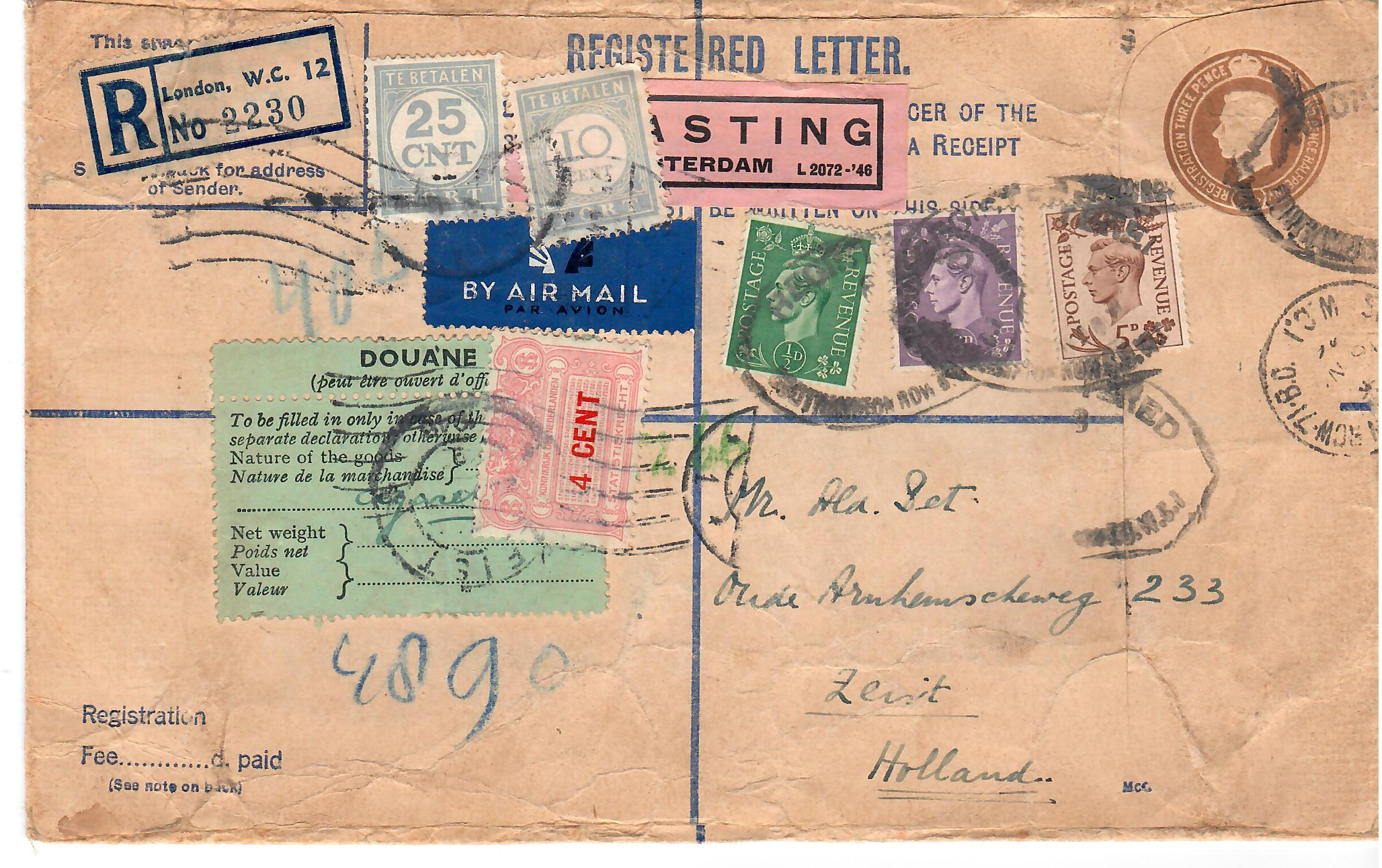
Statistiekrechtzegel van 4 cent op poststuk uit 1946

## Wijze van heffing
Het Statistiekrecht moest worden voldaan door het opplakken van statistiekzegels op de aangiften bij in- of uitvoer en, in geval van postzendingen sinds 1 augustus 1933, door die rechtstreeks op de enveloppe te plakken. Sinds 1933 werd het voor grootverbruikers van zegels onder bepaalde voorwaarden ook mogelijk om de zegels te vervangen door machinestempels waarvoor men waardekaarten van 1.000 gulden moest kopen.

## Filatelie
De zegels van het Statistiekrecht zijn, vanwege de aangifteplicht, vrijwel allemaal verloren gegaan door vernietiging en derhalve zeldzaam. De zegel van 4 cent is daar een uitzondering op en is voor de verzamelaar nog wel verkrijgbaar in de handel. Op poststukken echter zijn deze zegels redelijk schaars. De zegels worden overigens niet alleen verzameld door filatelisten van bijzondere poststukken, maar ook door verzamelaars van fiscaal zegels.